# Rocco Buttiglione
Rocco Buttiglione (Gal·lípoli, 6 de juny 1948) és un polític i acadèmic italià. Va ser el secretari de la PPI i la Cristians Democràtics Units, president de la UDC. Ha estat ministre dues vegades, eurodiputat i regidor de Torí. En la legislatura XVI (2008-2013) va ocupar el càrrec de vicepresident de la Cambra dels Diputats. És membre de l'Acadèmia Europea de les Ciències i les Arts i de l'Acadèmia Pontifícia de Ciències Socials. L'any 2005 la Universitat Francisco Marroquín de Guatemala, li va atorgar un doctorat honoris causa, pel seu compromís amb les idees de la llibertat.

## Universitat
És llicenciat en Dret amb estudis realitzats a Torí i Roma, on va ser deixeble del filòsof Augusto Del Noce. Ha estat professor de filosofia política a la Universitat de Teramo i a la Universitat Lliure de Sant Pius V de Roma. El 1986 va fundar al costat de Josef Seifert l'Acadèmia Internacional de Filosofia al Principat de Liechtenstein, on fins al 1994 va ser professor de Filosofia, Ètica, Social, Economia i Política, i de la que va ser vicerector. Avui és membre del Senat Acadèmic. Des del 19 de gener de 1994 és membre de l'Acadèmia Pontifícia de les Ciències Socials.
Al maig d'aquest mateix any va rebre un doctorat honoris causa en filosofia a la Universitat Catòlica de Lublin. Forma part del Comitè Científic de la sèrie «Temes de Dret Europeu», publicada per Il Mulino. És membre del Comitè Científic de la Fundació Augusto Del Noce, i del Comitè Científic de la Fundació Juan Pau II per a l'ensenyament social de l'Església.

## Carrera política

### Des de DC al PPI. Secretari de l'italià Partit Popular
L'any 1993 el secretari de la Democràcia Cristiana, Mino Martinazzoli, li va trucar perquè contribuís en un comitè, el treball del qual consistia a definir les línies polítiques i morals dels catòlics. Poc després de Buttiglione va formar part del nou Partit Popular Italià, amb el qual va ser elegit diputat el 1994. El juliol del mateix any, al congrés del partit, va ser un candidat a la secretària contra l'ala esquerra del partit representada per primera vegada per John Bianchi i després de Nicola Mancino, prevalent sobre aquest últim i arribant aconseguir la secretària del partit. Estant en aquest càrrec va contribuir, juntament amb els dirigents Massimo D'Alema del PDS i Umberto Bossi de la Lliga Nord, la formació, a començaments de 1995, del govern Dini a conseqüència de la crisi política creada pel contrast entre Bossi i Berlusconi i la consegüent renúncia posterior del govern Berlusconi el 22 de desembre de 1994.

### Des de PPI al CDU
A la primavera de 1995, després de posar-s'hi Romano Prodi al capdavant d'una coalició de centresquerra L'Olivera (en italià:L'Ulivo), Buttiglione, en resposta a la iniciativa assumida per alguns ancians en suport de la candidatura de Prodi, accelera el punt d'inflexió cap al centre del PPI i realitza en primera persona un acord político-electoral amb Silvio Berlusconi amb ocasió de les eleccions regionals i administratives del mateix any. La decisió del Secretari provoca fortes tensions immediates dintre del PPI entre el corrent actual de l'esquerra al fracàs anterior al Congrés, i a favor d'una aliança amb L'Ulivo de Prodi i la dirigida pel mateix Buttiglione, que estava d'acord amb el partit Polo per la Llibertat de Silvio Berlusconi. La pròxima reunió del Consell Nacional del PPI la moció de centredreta va aconseguir estar en minoria per tres vots de diferència. El consell va escollir a Gerardo Bianco, com a secretari electe del PPI, però Rocco Buttiglione, va impugnar contra la mencionada decisió davant el Tribunal Civil de Roma, al·legant que en ésser relegat del seu càrrec de secretari i substituït per un de nou, hauria d'haver-se fet després d'una convocatòria d'un nou Congrés Nacional i no simplement la votació del Consell Nacional. El Tribunal va donar la raó a Buttiglione, confirmant-lo com a secretari del PPI i l'atribució de la seu nacional de la Piazza del Gesu amb el símbol de l'escut en creu, mentre que la formació de Bianco, va assumir el nom de Populari italiani, es va aliar amb Prodi i va utilitzar com a símbol un gonfalone. La disputa entre els dos components va ser silenciada gràcies a una mediació política que va tenir lloc a Canes amb els bons oficis del President Martens del PPE: Rocco Buttiglione va aconseguir el símbol amb l'escut en creu, que va ser adoptat per la nova formació política dels CDU, mentre que el partit de Gerardo Bianco, qui va haver de renunciar al símbol, va emprar el nom del Partit Popular Italià.

### L'experiència de la UDR
Després de dos anys d'oposició al govern de Prodi, realitzada en unió amb altres forces de centredreta, la CDU de Rocco Buttiglione va participar en el projecte de Francesco Cossiga i Clemente Mastella per a la fundació de la Unió Democràtica per la República (UDR) com el tercer punt de centre, en una alternativa al centredreta i centreesquerra. A la nova formació, Buttiglione va ser nomenat president del Consell nacional, mentre que la secretaria es va atribuir a Mastella. Al mateix any la UDR, després de la caiguda del primer govern Prodi, amb la confiança del primer govern de D'Alema, obté tres ministeris. El 10 de març de 1999, tanmateix, Buttiglione deixa la UDR en desacord amb el lideratge de Clemente Mastella, i torna a la direcció del CDU, amb el qual va ser escollit per al Parlament Europeu a les eleccions europees de 1999 en el qual el seu partit va aconseguir el 2,1% dels vots. El juliol de 1999, la CDU l'ho allunya en majoria de la seva direcció, ja que no accepta el projecte de la igualtat proposat per Buttiglione.

### Eurodiputat del PPE
Buttiglione va exercir el seu lloc al Parlament Europeu del 20 de juliol de 1999 al 10 de juny de 2001, quan va renunciar per coincidir amb les eleccions nacionals. Es va adherir al Grup Parlamentari del Partit Popular Europeu i va treballar en diversos comitès i delegacions. Les seves activitats es van realitzar mitjançant la presentació d'algunes preguntes i propostes de mocions. Entre les principals, un projecte de resolució contra la concessió d'una patent sobre la clonació humana a la Universitat d'Edimburg i una intervenció sobre la immigració i la identitat europea.

### L'UDC
A les eleccions generals del 2001, Buttiglione va ser escollit a la Cambra dels Diputats en coalició amb Casa de les Llibertats.
El 6 de desembre de 2002, de la fusió dels tres partits CCD, CDU i Democrazia Europea va néixer la UDC, partit del qual va ser nomenat president, va aconseguir una posició en el Congrés el 2005 i que va conservar fins al 2014.
Buttiglione ha ocupat el càrrec de Ministre de Coordinació de Polítiques de la Unió Europea en el segon govern de Berlusconi i de Ministre de Patrimoni Cultural al govern de Berlusconi III.

### La falta de nomenament d'un Comissionat europeu
El 2004, José Manuel Durão Barroso, el va incloure a la seva llista de candidats per a la Comissió Barroso, per recomanació del segon govern Berlusconi, com Comissari Europeu de Justícia, Drets Fonamentals i Ciutadania. El nomenament va ser rebutjat pel Parlament Europeu per la posició de Buttiglione sobre l'homosexualitat i el paper de la dona:
| « | com catòlic considero l'homosexualitat un pecat, però no un crim. (en italià:come cattolico considero l'omosessualità un peccato, ma non un crimine) | » |

A la primera de les audiències preliminars davant la Sala de Llibertats Civils, Justícia i Assumptes d'Interior del Parlament Europeu, l'eurodiputat neerlandès Buitenweg del Partit Socialista Europeu el va acusar de mantenir posicions oposades a les de la Comissió Europea, al·legant que haver definit en una conferència teològica l'homosexualitat com un «senyal de desordre moral» equivalia a discriminar-la com pecat. Buttiglione va apel·lar a la distinció entre dret i moral en dir que qualsevol persona li podria considerar un «pecador», i viceversa, sempre que el judici ètic no tingués cap efecte legal ni minés les relacions entre els individus com a ciutadans. Buttiglione va declarar posteriorment considerar l'homosexualitat com un «índex de desordre moral», però va rebutjar totes les formes de discriminació i també va declarar que no podia actuar contra la seva consciència per raons de conveniència política.
També alguns col·legues al Partit Popular Europeu van començar a retirar el seu suport, pel que hi havia qui temia pel resultat de la votació de confiança a la Comissió Barroso. Tanmateix, la candidatura de Buttiglione va ser defensada pel President Barroso, i el Partit Popular Europeu en el seu conjunt.
Encara que l'opinió de la comissió no era vinculant, el cas polític va afeblir la Comissió Barroso. El Parlament Europeu no podia, de fet, ser l'únic acusador del comissari però existia el risc del rebuig per a tota la comissió completa. Així que el segon govern Berlusconi, el 30 d'octubre de 2004, va decidir retirar la candidatura, proposant en el seu lloc a Franco Frattini. El centredreta es va defendre presentant això com una conspiració anticristiana i antiitaliana, encara que tant el president Barroso com el sortint Romano Prodi eren catòlics, i el segon a més a més italià.

### Senador UDC (2006-08)
A les eleccions de l'any 2006 va ser escollit senador per la llista d'UDC per la regió de Llombardia. El 15 de gener de 2008, al programa «Primer pla» de la RAI-3, era a favor d'una mesura substancial de la censura acadèmica (incompatible amb la presa de possessió de la direcció de la CNR) per als 67 professors que havien expressat el seu desacord cap al seu rector per la intervenció del papa Benet XVI a la inauguració de l'any acadèmic de la Universitat de Roma La Sapienza.

## Obres
- Avvenimento cristiano e fenomeno rivoluzionario. Lezioni sul marxismo. Testi del seminario condotto presso l'Universita Cattolica di Milano, 22-25 febbraio 1972, Milano, Comunione e liberazione, 1972.
- I cattolici e la crisi della società italiana, con Augusto Del Noce, s.l., s.n., 1977.
- Dialettica e nostalgia, Milano, Jaca Book, 1978.
- La crisi dell'economia marxista. Gli inizi della Scuola di Francoforte, Roma, Studium, 1979.
- Il pensiero di Karol Wojtyla, Milano, Jaca Book, 1982.
- L'uomo e il lavoro. Riflessioni sull'enciclica "Laborem Exercens", Bologna, CSEO biblioteca, 1982.
- Metafisica della conoscenza e politica in S. Tommaso d'Aquino, Bologna, CSEO, 1985.
- Nuova evangelizzazione e dottrina sociale, Milano, Scuola di dottrina sociale, 1988.
- Cattolici e politica, con Augusto Del Noce, Milano, Scuola di dottrina sociale, 1988.
- La famiglia, un soggetto di azione sociale, testo di una lezione tenuta il 7 maggio 1987, in Luigi Giussani, Luigi Negri, Rocco Buttiglione, La famiglia, Milano, Quaderni di Litterae Communionis, n.3 1988
- Traduzione italiana e saggio introduttivo a Josef Seifert: Essere e persona, Milano, Vita e Pensiero, 1989
- Augusto Del Noce. Biografia di un pensiero, Casale Monferrato, Piemme, 1991. ISBN 88-384-1582-X
- La crisi della morale, Roma, Dino, 1991.
- L'uomo e la famiglia, Roma, Dino, 1991.
- Il problema politico dei cattolici. Dottrina sociale e modernità, Casale Monferrato, Piemme, 1993. ISBN 88-384-1979-5
- Giustizia e politica tra prima e seconda Repubblica, con Mario Luzi, Formello, SEAM, 1998. ISBN 88-8179-076-9
- Il pensiero dell'uomo che divenne Giovanni Paolo II, Milano, Mondadori, 1998. ISBN 88-04-45382-6
- Meridione. La grande occasione, a cura di e con Giuseppe Nistico e Antonio Marzano, Soveria Mannelli, Rubbettino, 2001. ISBN 88-498-0132-7
- I cattolici liberali nell'attuale contesto politico, Soveria Mannelli, Rubbettino, 2007. ISBN 978-88-4982-018-8
- Lo stato della democrazia nel mondo, con Gianfranco Fini e Carlo Galli, Roma, Armando, 2011. ISBN 97888-6081-812-6
- La sfida. Far politica al tempo della crisi, Soveria Mannelli, Rubbettino, 2012. ISBN 9788849833720